# Dennis Diekmeier
Dennis Diekmeier (* 20. Oktober 1989 in Thedinghausen) ist ein ehemaliger deutscher Fußballspieler und heutiger Fußballtrainer.

## Spielerkarriere

### Im Verein

#### Jugend
Diekmeier begann beim TSV Bierden mit dem Fußballspielen und spielte später beim TSV Verden, ehe er 2003 in die Jugendabteilung des SV Werder Bremen wechselte. Zur Saison 2008/09 stieg er in den Kader der zweiten Mannschaft der Bremer auf, die in der 3. Liga spielte. Gleichzeitig gehörte Diekmeier auch dem Kader der ersten Mannschaft an. Bei Werder kam er meist im Mittelfeld zum Einsatz.

#### 1. FC Nürnberg
Im Januar 2009 wechselte Diekmeier zum damaligen Zweitligisten 1. FC Nürnberg und kam dort in allen Spielen der Rückrunde und in beiden Relegationsspielen zum Einsatz. Das Kicker-Sportmagazin kürte ihn nach der Saison zum drittbesten Außenverteidiger der Rückrunde. Am ersten Spieltag der Bundesligasaison 2009/10 wurde Diekmeier in die „Elf des Tages“ des Kickers gewählt. Nach acht Spieltagen war Diekmeier neben Torwart Schäfer der einzige Nürnberger, der in jedem Spiel durchgespielt hatte. Im Abschlusstraining einen Tag vor dem neunten Spieltag erlitt er jedoch einen Allergieschock, weshalb sogar ein Notarzt per Hubschrauber eingeflogen wurde. Dennoch sollte Diekmeier spielen. Zwei Stunden vor Spielbeginn bekam er jedoch eine Schutzsperre, da eines der Medikamente auf der Doping-Liste stand. Als Auslöser des Schocks wurde später eine Rasenschimmelallergie diagnostiziert. Zur Winterpause bot der VfL Wolfsburg geschätzte vier Millionen Euro für Diekmeier. Der Transfer kam aber nicht zustande.

#### Hamburger SV
Stattdessen wechselte Diekmeier im Sommer 2010 zum Hamburger SV, dessen Heimspiele er als Kind besucht hatte und dessen Fan er seit seiner Kindheit ist. Wegen einer Verletzung kam er erst am 27. Spieltag zu seinem ersten Einsatz. Beim 6:2-Heimsieg gegen den 1. FC Köln wurde er von Trainer Michael Oenning in die Startelf gestellt und in der 55. Minute gegen Guy Demel ausgewechselt. In seinen acht Jahren war Diekmeier unter verschiedenen Trainern meist Stammspieler als Rechtsverteidiger. Im Februar 2018 scheiterten Verhandlungen über eine Verlängerung seines auslaufenden Vertrags. Lediglich zum Ende der Saison 2017/18 kam Diekmeier unter dem neuen Trainer Christian Titz beim abstiegsbedrohten Verein in den letzten acht Spielen zu einem Einsatz und stand ansonsten nicht im Spieltagskader. Nach dem ersten Abstieg in der Geschichte des HSV verließ Diekmeier den Verein mit Auslaufen seines Vertrags und war seitdem trotz verschiedener Angebote vereinslos. Mit einem Personal Trainer hielt er sich für einen neuen Verein fit.

#### SV Sandhausen
Anfang Januar 2019 schloss sich Diekmeier dem abstiegsbedrohten Zweitligisten SV Sandhausen an, bei dem er einen bis zum 30. Juni 2020 laufenden Vertrag erhielt. Er kam bis zum Ende der Saison 2018/19 in 16 Ligaspielen zum Einsatz, in denen der Verein den Klassenerhalt erreichte. Vor der Saison 2019/20 verlängerte Diekmeier seinen Vertrag bis zum 30. Juni 2022 und wurde zudem von Trainer Uwe Koschinat zum Vize-Kapitän ernannt. Da der eigentliche Kapitän Stefan Kulovits die gesamte Hinrunde verletzungsbedingt ausfiel, bestritt Diekmeier alle 17 Hinrundenspiele als Spielführer für den SVS. Seit Saisonbeginn Stammspieler, war er auch in der Rückrunde weiterhin Kapitän. Beim 1:0-Auswärtssieg gegen den SV Wehen Wiesbaden am 28. Spieltag gelang Diekmeier in seinem 294. Profispiel sein erstes Tor. Insgesamt absolvierte er in der Spielzeit 33 Ligaspiele (alle von Beginn) und erzielte am letzten Spieltag gegen den HSV im Volksparkstadion ein weiteres Saisontor. In der Saison 2020/21 übernahm Diekmeier nach dem Karriereende von Kulovits das Hauptamt als Mannschaftskapitän. Im April 2022 verlängerte er seinen Vertrag bis 2024.
In der Saison 2022/23 stieg er mit dem Verein in die 3. Liga ab. Nach der Saison 2023/24 beendete er seine Karriere.

### In der Nationalmannschaft
Mit der deutschen U19-Nationalmannschaft wurde Diekmeier 2008 Europameister. Während des Turniers in Tschechien spielte er in der Regel als rechter Außenverteidiger. Im Anschluss an die Endrunde wurde er mit der Fritz-Walter-Medaille in Gold ausgezeichnet.

## Trainerkarriere
Nach seinem Karriereende wurde Diekmeier beim SV Sandhausen zur Saison 2024/25 Co-Trainer des neuen Cheftrainers Sreto Ristić. Seit Januar 2025 assistierte er Ristić' Nachfolger Kenan Koçak. Dieser trat Anfang April 2025 zurück, woraufhin Diekmeier die abstiegsbedrohte Mannschaft gemeinsam mit Gerhard Kleppinger, der die notwendige Pro Lizenz besitzt, bis zum Saisonende interimsweise übernahm. Diese hatte bei noch sieben zu absolvierenden Spielen fünf Punkte Rückstand auf einen Nicht-Abstiegsplatz. Nach fünf Niederlagen in Folge stand am drittletzten Spieltag der Abstieg in die Regionalliga Südwest fest. Am vorletzten Spieltag gewann die Mannschaft erstmals nach zwölf sieglosen Spielen. Nachdem auch das letzte Spiel mit der 21. Saisonniederlage verloren gegangen war, schloss man die Saison auf dem vorletzten Platz und elf Punkten Rückstand auf einen Nicht-Abstiegsplatz ab. Im letzten Pflichtspiel der Saison konnte der Badische Pokal gewonnen und damit immerhin die Qualifikation für den DFB-Pokal erreicht werden. Zur Saison 2025/26 verpflichtete der Verein Olaf Janßen als neuen Cheftrainer.

## Erfolge

### Als Spieler
Im Verein
- Aufstieg in die Bundesliga: 2009 (1. FC Nürnberg)
- Badischer Pokalsieger: 2024 (SV Sandhausen)

Nationalmannschaft
- U19-Europameister: 2008

Individuell
- Fritz-Walter-Medaille: Gold 2008 (U19)

### Als Trainer
- Badischer Pokalsieger: 2025 (SV Sandhausen)

## Trivia
Mit seinem Einsatz am 1. Spieltag der Saison 2017/18 gegen den FC Augsburg – seinem 182. Bundesligaspiel – zog Diekmeier mit Markus Schuler in der Liste der Bundesligaspieler mit den meisten Bundesligaeinsätzen ohne eigenen Treffer gleich. Seit dem 3:1-Auswärtssieg beim 1. FC Köln einen Spieltag später ist Diekmeier alleiniger Rekordhalter. Insgesamt blieb Diekmeier in 203 Bundesligaspielen torlos. Im deutschen Profibereich kamen noch 59 Zweitliga-, 15 Drittliga-, 10 DFB-Pokal- und 6 Relegationseinsätze hinzu, womit Diekmeier insgesamt in 293 Profieinsätzen ohne Torerfolg blieb. Am 28. Spieltag der Saison 2019/20 erzielte er für den SV Sandhausen in der 2. Bundesliga sein erstes Profitor. Im Herrenbereich hatte er zuvor nur im September 2010 für die zweite Mannschaft des HSV in der Regionalliga Nord getroffen.
Am 5. Oktober 2017 trat Diekmeier in der Folge Die Nervensäge der ZDF-Fernsehserie Notruf Hafenkante als Gastdarsteller auf.

## Privates
Diekmeier lernte seine Frau Dana in Bremen kennen und ist seit Mai 2010 mit ihr verheiratet. Er hat mit ihr vier in Hamburg geborene Kinder, drei Töchter und einen Sohn. Gemeinsam betreiben sie seit Oktober 2019 den YouTube-Kanal Team Diekmeier mit ca. 12.500 Abonnenten (Stand: Juni 2025). Diekmeier lebt mit seiner Familie in Sandhausen.